# Clytus montanus
Clytus montanus är en skalbaggsart som beskrevs av Anton Franz Nonfried 1893.
Clytus montanus ingår i släktet Clytus och familjen långhorningar. Inga underarter finns listade i Catalogue of Life.